# Président d'Estrémadure
Le président d'Estrémadure (en espagnol : Presidente de Extremadura) est le chef du gouvernement de la communauté autonome d'Estrémadure.
La titulaire de ce poste est la libérale-conservatrice María Guardiola depuis le 15 juillet 2023.

## Élection
L'alinéa 1er de l'article 152 de la Constitution espagnole de 1978 dispose que « l’organisation institutionnelle autonome se fondera sur [...] un président, élu par l’assemblée parmi ses membres et nommé par le roi ». L'alinéa 1er de l'article 25 du statut d'autonomie indique en conséquence que « le président sera élu par l'Assemblée d'Estrémadure parmi ses membres et nommé par le roi ».

### Procédure parlementaire
Dans les quinze jours qui suivent la tenue de la session constitutive de la nouvelle Assemblée et dans tous les autres cas où la fonction serait vacante, le président de l'Assemblée propose un candidat à la présidence de la communauté autonome, après avoir consulté les représentants des groupes parlementaires. Le candidat doit bénéficier des parrainages d'au moins un quart des députés.
Le débat d'investiture est convoqué dans les quinze jours suivant la désignation du candidat par le président de l'Assemblée, en accord avec le bureau et après avoir consulté le candidat et entendu la conférence des porte-paroles. À l'ouverture de la séance, le candidat expose son programme sans limite de temps. À l'issue de cet exposé, la séance est suspendue pendant au moins douze heures, puis un représentant de chaque groupe parlementaire exprime son opinion pendant un maximum de trente minutes. Ces interventions se font dans l'ordre décroissant du nombre de députés, en commençant par les groupes dont le candidat n'est pas issu.
Le candidat peut répondre individuellement à un représentant ou collectivement à tous, sans limite de temps. À la suite de cette réplique, chaque groupe parlementaire procède à une explication de vote pendant dix minutes au plus. Ils sont suivis par le candidat, qui dispose d'une intervention conclusive d'au maximum vingt minutes. À la suite du débat, chaque député est appelé individuellement et doit exprimer publiquement son vote.
La confiance de l'Assemblée est accordée à la majorité absolue de ses membres, soit 33 puisque l'Assemblée d'Estrémadure réunit 65 députés. En cas d'échec du scrutin, un second vote est organisé 48 heures plus tard, avant lequel le candidat pourra intervenir dix minutes, les groupes parlementaires cinq minutes avec une réplique conjointe du candidat de dix minutes. La confiance sera considérée comme accordée à la majorité simple.
Si le candidat échoue lors du second vote, la procédure est recommencée autant de fois que le président de l'Assemblée l'estime opportun. Dans le cas où aucun candidat n'aurait remporté la confiance des parlementaires au plus tard deux mois après le tout premier vote, le président d'Estrémadure assumant la gestion des affaires courantes prononce la dissolution de l'Assemblée et convoque de nouvelles élections.

### Nomination et entrée en fonction
En cas de succès d'un candidat, le président de l'Assemblée en informe le roi, qui procédera à la nomination. Le décret de nomination est publié au Bulletin officiel de l'État (BOE) et au Journal officiel d'Estrémadure (DOE). La prise de fonction du président investi intervient dans les cinq jours qui suivent cette publication au BOE.

## Fonctions
Conformément à l'article 24 du statut d'autonomie, « le président assume la plus haute représentation de la communauté autonome, exerce la représentation ordinaire de l'État sur le territoire de celle-ci, et préside la Junte d'Estrémadure ».

### Plus haut représentant de la Junte
Il revient au président d'exercer les fonctions suivantes : 
- l'exercice de la représentation de l'Estrémadure dans ses relations avec les institutions de l'État, les communautés autonomes, les autres administrations publiques, et dans le cadre international le cas échéant ;
- la souscription de conventions de collaboration et d'accords de coopération avec les autres communautés autonomes ;
- la convocation des élections à l'Assemblée d'Estrémadure ;
- la convocation de l'Assemblée élue.

### Représentant de l'État
Le président d'Estrémadure promulgue au nom du roi les lois adoptées par l'Assemblée et les autres normes ayant rang de loi, et ordonne leur publication au DOE et au BOE. Il ordonne également la publication au DOE de la nomination du président du tribunal supérieur de justice.

### Chef du gouvernement
Le président d'Estrémadure est responsable : 
- d'établir les lignes directrices générales de l'action gouvernementale, conformément à son programme politique, ainsi que de la coordonner et la diriger ;
- de coordonner le programme législatif de la Junte et l'élaboration des normes à caractère général ;
- de convoquer les réunions du conseil de gouvernement, des commissions déléguées s'il y en a, d'en fixer l'ordre du jour, présider, suspendre et lever les réunions, ainsi que mener les débats ;
- de prendre les décrets de création des départements exécutifs (Consejerías), de modification de leurs noms, d'attribution de leurs compétences, et de leur suppression ;
- de nommer et relever de leurs fonctions les vice-présidents le cas échéant, et les conseillers ;
- de nommer et relever de ses fonctions le porte-parole de la Junte ;
- de coordonner l'activité des départements et de résoudre les conflits de compétences entre eux ;
- de confier à un conseiller la direction temporaire d'un autre département exécutif en cas d'absence ou maladie de son titulaire ;
- de signer les décrets pris par la Junte et d'ordonner leur publication au DOE ;
- de veiller à la mise en œuvre des décisions adoptées par le conseil de gouvernement et les commissions déléguées ;
- de dissoudre l'Assemblée conformément au statut d'autonomie.

## Avantages matériels
L'article 7 de la loi de 2014 relative à la régulation du statut des titulaires d'emplois publics du gouvernement et l'administration d'Estrémadure dispose que le président a droit : 
- de recevoir le prédicat honorifique d'excellence (Excelentísimo/a Señor/a) ;
- d'avoir préséance sur toute autre autorité de la communauté autonome, présidant les actes officiels organisés sur le territoire et auxquels il concourt, sauf si le droit en vigueur confie cette responsabilité à une autre autorité
- de recevoir les honneurs dus à sa charge, selon le droit en vigueur ;
- d'utiliser le drapeau d'Estrémadure comme étendard ;
- de percevoir l'indemnité que lui attribue expressément la loi de finances.

En 2021, la rémunération du président est fixée à 79 434,88 € par an. Il bénéficie d'un logement de fonction à Mérida, appelé la Casa del Río (en français : « la maison de la rivière ») tandis que les événements officiels se déroulent au palais de la présidence, installé dans un ancien couvent de l'ordre de Saint-Jacques de l'Épée.

## Administration
La présidence de la Junte d'Estrémadure se structure ainsi : 
- Cabinet de la présidence ; 
  - Service d'Analyse et de documentation ;
  - Secrétariat technique des Relations avec les collectivités locales ;
  - Secrétariat technique des Relations avec les citoyens ;
- Secrétariat général de la présidence ; 
  - Service du Régime juridique ;
  - Service de la Coordination, de l'Organisation et des Ressources humaines ;
  - Service de la Gestion économique et de la Contractualisation ;
  - Unité des Relations avec les entités et les organismes publics ;
- Direction générale de l'Action extérieure ; 
  - Service de l'Action extérieure ;
  - Bureau d'Estrémadure à Lisbonne ;
- Direction générale de l'Administration locale ; 
  - Service du Régime juridique de l'administration locale ;
  - Service des Relations économiques et budgétaires avec les collectivités locales ;
- Délégation d'Estrémadure à Bruxelles.

## Fin de mandat
Le mandat du président d'Estrémadure prend fin en cas d'élection d'un nouveau président consécutivement aux élections à l'Assemblée, d'adoption d'une motion de censure, de rejet d'une question de confiance, d'incapacité physique ou psychique totale et permanente rendant impossible l'exercice de la charge constatée à l'unanimité du conseil de gouvernement et déclarée par l'Assemblée à la majorité absolue des députés, de démission ou de décès.
Dans les situations d'élection d'un nouveau président, de censure, de rejet de la confiance ou de démission, le président sortant assume la gestion des affaires courantes jusqu'à l'entrée en fonction de son successeur. En cas d'incapacité ou de décès, le remplacement provisoire est assuré par un membre de la Junte, conformément à l'ordre de préséance dicté par le droit. Le président en affaires courantes ou provisoire ne peut en aucun cas dissoudre l'Assemblée, poser la question de confiance, nommer ou relever de leurs fonctions les membres de la Junte, ou modifier le nombre et la dénomination des départements et vice-présidences le cas échéant.

### Motion de censure
Selon les dispositions de l'article 29 du statut d'autonomie, « l'Assemblée peut mettre en cause la responsabilité politique du président au moyen de l'adoption d'une motion de censure à la majorité absolue ».
La motion doit être déposée par au moins 15 % des députés — soit dix parlementaires — et proposer un candidat à la présidence de la communauté autonome, qui exposera son programme de gouvernement. La motion de censure ne peut être votée moins de cinq jours après son dépôt, et des motions alternatives peuvent être déposées dans les deux jours suivant ce même dépôt. En cas d'adoption, le président est automatiquement démis de ses fonctions et le candidat proposé se verra investi de la confiance de l'Assemblée, cette information étant communiquée au roi aux fins de nomination.
Au cours d'une même législature, les députés ayant signé une motion de censure finalement rejetée ne peuvent en parapher une autre dans les douze mois qui suivent.

## Titulaires
Entre 1983 et 2011, le chef de l'exécutif portait le titre de président de la Junte d'Estrémadure (Presidente de la Junta de Extremadura).
Entre 1978 et 1983, les deux provinces formant l'Estrémadure sont gouvernés par la Junte régionale, ensuite remplacée par la Junte d'Estrémadure. Depuis 1978, la présidence du gouvernement territorial a été occupée par sept titulaires : deux issus de l'Union du centre démocratique (UCD), un indépendant, deux socialistes et deux libéraux-conservateurs. Le socialiste Juan Carlos Rodríguez Ibarra détient le record de longévité, le socialiste Guillermo Fernández Vara est le seul à avoir occupé la présidence de manière non-consécutive et María Guardiola est la première femme à y avoir accédé.